# سمير عبد العظيم
سمير عبد العظيم (15 مايو 1942 - 28 يناير 2001) هو كاتب سيناريو ومخرج إذاعي مصري.

## حياته ونشأته
ولد في دسوق 15 مايو 1942.

## مسيرته
بدأ حياته مخرجاً في الإذاعة المصرية وتقلد فيها عدة مناصب كان آخرها نائب رئيس الإذاعة ومن أهم أعماله السينمائية أفواه وأرانب لفاتن حمامة، على باب الوزير وشعبان تحت الصفر، ورجب فوق صفيح ساخن لعادل إمام، وآخر افلامه أبو الدهب لأحمد زكي ورغدة، ومسلسل لست ملاكا ولا شيطانًا من بطولة نجلاء فتحي ونور الشريف والذي تحول إلى فيلم سينمائي
في محطة الشرق الأوسط خلال شهر رمضان. كان مسلسلها الأهم من تأليف الراحل سمير عبد العظيم ومن إخراجه أيضا. كان كاتباً موهوباً للغاية سواء في تعبيره عن طبقات وفئات مختلفة أو في رصده للتغيرات الاجتماعية نتيجة عصر الانفتاح، وفي رأيي أنه كان يستطيع أن يترك بصمات أقوى لولا أنه دخل سريعا في «مفرمة» السينما التجارية بل والمسرح التجاري (من أشهر مسرحياته الواد سيد الشغال لعادل إمام). كانت مسلسلات سمير عبد العظيم بدون فواصل موسيقية مثل مسلسلات أستاذه الرائد الإذاعي الكبير محمد علوان فبدت كما لو كانت أقرب إلى الأفلام القصيرة المسموعة.

## أعماله
من أشهر هذه المسلسلات التي تحوّلت فيما بعد إلى أفلام: «أفواه وأرانب» الذي تحول إلى فيلم بنفس الاسم بطولة فاتن حمامة ومحمود ياسين، وهما أيضا بطلا المسلسل، أما الجزء الثاني من المسلسل وعنوانه «كفر نعمت» فلم يتحول إلى فيلم سينمائي ربما لأنه كان أقل نجاحا. من مسلسلات عبد العظيم أيضا: «على باب الوزير» الذي تحوّل إلى فيلم بنفس أبطاله عادل إمام ويسرا وسعيد صالح، و«لست شيطانا ولا ملاكا» الذي تحول إلى فيلم بنفس الاسم من بطولة سهير رمزي ونور الشريف، وحلقات «الشك يا حبيبى» التي قامت ببطولتها شادية، ثم تحمست لتقديمها في السينما من خلال فيلم بنفس الاسم من إخراج بركات وبطولة يحيى شاهين ومحمود ياسين.

## وفاته
توفي 28 يناير 2001